# إبيك 2037 c
EPIC 2037 c المعروف أيضا بالتسمية  EPIC 203771098 c هو كوكب خارج المجموعة الشمسية مؤكد يدور حول نظير الشمس النجم EPIC 203771098 على بعد 590 سنة ضوئية (181 فرسخ فلكي) في إتجاة كوكبة العقرب. اكتشف الكوكب مع إبيك 2037 b في 17 نوفمبر 2015 بواسطة المرصد الفضائي كيبلر باستخدام طريقة العبور. يكمل الكوكب مدارة حول النجم المضيف كل 42 يوماً في مدار دائري تقريباً يبعد عن النجم 0.247 وحدة فلكية. وكحال إبيك 2037 b كثافة EPIC 2037 c تقريباً نفس كثافة كوكب زحل مما يدل على أن الكوكب عملاق غازي.